# Antalya Open
Antalya Open je profesionální tenisový turnaj mužů konaný v přímořském tureckém městě Antalya, metropoli stejnojmenné provincie. Událost se připojila k antukovému TEB BNP Paribas Istanbul Open, jakožto druhý turnaj ATP Tour konaný v Turecku.
Turnaj byl založen v roce 2017, když v kalendáři ATP Tour nahradil také travnatý Nottingham Open, konaný od roku 1995 v Nottinghamu, jenž klesl do nižšího okruhu ATP Challenger Tour. Organizátory se staly skupina Kaya Group a GD Tennis Academy s podporou tureckého tenisového svazu. Na okruhu ATP Tour se od sezóny 2017 řadí do kategorie ATP Tour 250. V roce 2020 antalyjské pořadatelství přešlo na travnatý Mallorca Championships a v sezóně byl obnoven na tvrdém povrchu.
Do roku 2020 probíhal v červnovém a červencovém termínu na otevřených travnatých dvorcích v rámci přípravy na londýnský grandslam ve Wimbledonu. Zařadil se tak jako sedmá událost mužského okruhu hraná na trávě. Dějištěm se nejdříve stal areál hotelového komplexu Kaya Palazzo Resort, obsahující osmnáctijamkové golfové hřiště. Hrán byl na sedmi dvorcích postavených pod dohledem organizátorů z Wimbledonu. V sezóně 2021 se místo konaní přesunulo do komplexu Limak Arcadia Sport Resort na dvorce s tvrdým povrchem Rebound Ace. Novým termínem se stal leden. V kalendáři tak začal plnit funkci přípravy na grandslamové Australian Open. 
Do soutěže dvouhry nastupuje třicet dva hráčů a čtyřhry se účastní šestnáct párů. Odměny hráčům v roce 2021 činily 300 000 eur, což znamenalo pokles o 32,7 % oproti roku 2019.

## Přehled finále

### Dvouhra
| Rok  | vítěz             | finalista         | výsledek                |
| ---- | ----------------- | ----------------- | ----------------------- |
| 2017 | Júiči Sugita      | Adrian Mannarino  | 6–1, 7–6(7–4)           |
| 2018 | Damir Džumhur     | Adrian Mannarino  | 6–1, 1–6, 6–1           |
| 2019 | Lorenzo Sonego    | Miomir Kecmanović | 6–7(5–7), 7–6(7–5), 6–1 |
| 2020 | turnaj se nekonal | turnaj se nekonal | turnaj se nekonal       |
| 2021 | Alex de Minaur    | Alexandr Bublik   | 2–0skreč                |

### Čtyřhra
| Rok  | vítězové                            | finalisté                      | výsledek             |
| ---- | ----------------------------------- | ------------------------------ | -------------------- |
| 2017 | Robert Lindstedt Ajsám Kúreší       | Oliver Marach Mate Pavić       | 7–5, 4–1             |
| 2018 | Marcelo Demoliner Santiago González | Sander Arends Matwé Middelkoop | 7–5, 6-7(6-8), [10-8 |
| 2019 | Jonatan Erlich Artem Sitak          | Ivan Dodig Filip Polášek       | 6–3, 6–4             |
| 2020 | turnaj se nekonal                   | turnaj se nekonal              | turnaj se nekonal    |
| 2021 | Nikola Mektić Mate Pavić            | Ivan Dodig Filip Polášek       | 6–2, 6–4             |